# Drei Magier Spiele
Drei Magier Spiele est un éditeur de jeux de société basé en Allemagne.
Les jeux sont distribués en France par Gigamic.

## Quelques jeux édités
- Venice Connection, 1995, Alex Randolph, Spiel des Jahres  plus beau jeu 1996
- Ciao Ciao, 1997, Alex Randolph
- L'Escalier hanté ou Geistertreppe, 2004, Michelle Schanen, , Japan Boardgame Prize  enfant 2004, Schweizer Spielepreis  enfants 2004, Kinderspiel des Jahres  2004
- La Nuit des magiciens, 2005, Jens-Peter Schliemann et Kirsten Becker, Essener Feder  2006, Schweizer Spielepreis  enfants 2006, As d'or Jeu de l'année  enfants 2007